# IAR 93
A IAR 93 Vultur jugoszláv–román fejlesztésű szubszonikus földi támogató, csata- és felderítő repülőgép, mely vadász feladatkörben is használható. Egy- és kétüléses változatban is gyártotta a Craiovai Repülőgépgyár, 1975–1992 között 88 darabot építettek belőle. A Román Légierő állította szolgálatba. Jugoszláviában gyártott változata a J–22 Orao.

## Típusváltozatok
- IAR 93A
- IAR 93MB
- IAR 93B

## Műszaki adatok (IAR 93B)

### Geometriai méretek és tömegadatok
- Fesztáv: 9,3 m
- Hossz: 14,90 m
- Magasság: 4,52 m
- Szárnyfelület: 26,0 m²
- Üres tömeg: 5750 kg
- Maximális felszálló tömeg: 10 900 kg
- Üzemanyag: 2400 kg

### Hajtómű
- Hajtóművek száma: 2 darab
- Típusa: Rolls-Royce Viper Mk 633–47 utánégetős gázturbinás sugárhajtómű
- Maximális tolóerő (hajtóművenként):
  - Utánégetés nélkül: 17,79 kN
  - Utánégetővel: 22,24 kN

### Repülési adatok
- Legnagyobb sebesség: 1089 km/h
- Utazósebesség: 1086 km/h
- Hatótávolság: 1320 km
- Szolgálati csúcsmagasság: 13 600 m
- Emelkedőképesség: 3900 m/perc
- Szárny felületi terhelése: 419,2 kg/m²

### Fegyverzet
- 2 darab 23 mm-es GS–23L gépágyú a törzs alatt, ágyúnként 200 darab lőszer javadalmazással
- 2500 kg-nyi bombateher az öt megerősített pontokon
  - BM 500 bomba
  - BEM 250 bomba
  - BE 100 bomba
  - LPR 122 rakétaindító
  - LPR 57 rakétaindító
  - PRN 80 rakétaindító
  - R–3SZ légiharcrakéta